# Smărăndița
Smărăndița este o operă literară scrisă de Ion Luca Caragiale. Este împărțită în 5 acte.